# Demokratischer Frauenbund Deutschlands

De vlag van de DFD tot 1990, met middenin het logo, dat ook in omgekeerde kleurstelling gebruikt werd, dus met blauwe letters

Demokratischer Frauenbund Deutschlands (DFD, Democratische Vrouwenbond van Duitsland), was een vrouwenbeweging en massaorganisatie in de Duitse Democratische Republiek (DDR). De DFD werd in 1947 opgericht op het Deutscher Frauenkongress für den Frieden.

## Bestuur bij oprichting
Bij de oprichting op 8 maart 1947 bestond het bestuur (Vorstand) uit:
- Dr. Anne-Marie Durand-Wever (partijloos)
- Käthe Kern (SED)
- Else Lüders (CDU)
- Emmy Damerius-Koenen (SED)
- Helene Beer (LDPD)

## Bondsrepubliek
De DFD was oorspronkelijk opgericht voor heel Duitsland. De afdelingen in de Bondsrepubliek Duitsland vormden zich in 1950 om tot een aparte organisatie, die pleitte voor vrede en ontwapening. Deze werd als marionet van de DDR beschouwd en werd in 1957 door de Bondsrepubliek verboden als staatsgevaarlijk en strijdig met de Grondwet van de Bondsrepubliek.

## Invloed
In het begin was er sprake van een eerlijke verdeling van de macht tussen de communisten in de Sozialistische Einheitspartei Deutschlands (SED) en de andere antifascistische partijen, doch na de oprichting van de DDR in oktober 1949, werd de invloed van de SED overheersend. De DFD bleef formeel een antifascistische, democratische, boven de partijen staande en niet naar religie georganiseerde vrouwenbeweging.
Na het eerste vrouwencongres van de DDR in 1964 werd de positie van de DFD sterker en richtte zij zich vooral op het stimuleren van vrouwen om buitenshuis te gaan werken. Dit doel werd grotendeels bereikt, het percentage buitenshuis werkende vrouwen lag in de jaren zeventig en de jaren tachtig zeer hoog. In 1985 had de organisatie 1,5 miljoen leden. De DFD en was als massaorganisatie vertegenwoordigd in  de Volkskammer, het vrijwel machteloze parlement van de DDR. Zoals alle massaorganisaties en politieke partijen in de Volkskammer was de DFD aangesloten het Nationaal Front.

## Zetels
Vanaf de oprichting in 1947 tot het einde van de DDR in 1990 was de DFD in de Volkskammer vertegenwoordigd, met een fractie van uitsluitend vrouwen. Bij de eerste verkiezingen, in 1950 kreeg de DFD 20 van de 400 zetels (5%); in 1954 en 1958 waren dat er 29 (7,25%).
Na 1958 werden de verkiezingen om de vijf jaar gehouden en in Volkskammerverkiezingen 1963 ging de Volkskammer naar 500 leden. Van 1963 tot 1986 kreeg de DFD 35 zetels (7%), van 1986 tot 1990 waren dat er 32 (6,4%). Op drie na waren alle DFD'sters bij de communistische SED aangesloten.

## De val van de Berlijnse Muur
Na de val van de Berlijnse Muur in november 1989 ontdeed de DFD zich van haar communistische imago. Bij de Volkskammer-verkiezingen van maart 1990 behaalde de DFD 0,33% van de stemmen, goed voor één zetel. Karin Bencze vormde met de negen afgevaardigden van de Demokratische Bauernpartei Deutschlands een fractie, maar deze verbrokkelde bij het uiteenvallen van de DDR en de hereniging van Duitsland, waarna Bencze onderdak vond bij de FDP. Ook als massaorganisatie viel de DFD uiteen.
| Jaar | Fractieleden | Naar partij                           |
| ---- | ------------ | ------------------------------------- |
| 1950 | 20           | -                                     |
| 1954 | 29           | -                                     |
| 1958 | 29           | -                                     |
| 1963 | 35           | 32 SED, 1 partijloos, 1 LDPD, 1 CDUD  |
| 1967 | 35           | 32 SED, 1 partijloos, 1 LDPD, 1 CDUD  |
| 1971 | 35           | 32 SED, 1 partijloos, 1 LDPD, 1 CDUD  |
| 1976 | 35           | 32 SED, 1 partijloos, 1 LDPD, 1 CDUD  |
| 1981 | 35           | 323 SED, 1 partijloos, 1 LDPD, 1 CDUD |
| 1986 | 32           | -                                     |

## Voorzitters van de DFD
| Naam                    | Partij     | Periode   |
| ----------------------- | ---------- | --------- |
| Anne-Marie Durand-Wever | partijloos | 1947-1948 |
| Emmy Damerius-Koenen    | SED        | 1948-1949 |
| Elly Schmidt            | SED        | 1949-1953 |
| Ilse Thiele             | SED        | 1953-1989 |